# Sphaceloma arachidis
Espèce
Sphaceloma arachidis est une espèce de champignons ascomycètes de la famille des Elsinoaceae.
Ce champignon phytopathogène est responsable de l'anthracnose de l'arachide.